# Carola Fernán Gómez
Carola Fernán Gómez, nombre artístico de Carola Fernández Gómez (Madrid, 1899 - 8 de junio de 1967), fue una actriz española.

## Biografía
Nació en el edificio del Real Hospicio, en el barrio de Chamberí, de Madrid, donde vivía su familia, puesto que su padre, que era impresor, trabajaba en la imprenta de la Diputación, ubicada entonces en algunas de las dependencias del antiguo hospicio.
Una vez iniciada su trayectoria como actriz, María Guerrero, directora de su compañía, le propuso este nombre artístico, que coincide con el de un personaje de la obra de Lope de Vega Fuenteovejuna.
Fruto de su relación con el también actor de la compañía Fernando Díaz de Mendoza Guerrero -hijo de María Guerrero- nació el actor Fernando Fernán Gómez. Parece que con la intención de separar la pareja, María Guerrero la hizo contratar por la compañía de Antonia Plana y Emilio Díaz, que empezaba una larga gira por América Latina, y por eso este hijo nació en Lima (Perú).
A lo largo de los años veinte y treinta la actriz formó parte del Comité Femenino del Sindicato de Actores, desde donde colaboraba con las iniciativas que emprendía esta agrupación.

## Trayectoria profesional
Carola Fernán Gómez trabajó para el teatro, primero en representaciones de sainetes u obras cómicas, tan del gusto de la época, y adaptaciones de títulos popularizados por el cine, y más adelante en el teatro clásico o contemporáneo y en el teatro de autor. Trabajó con diferentes compañías teatrales, como las de Guerrero-Mendoza, Aurora Redondo y Valeriano León, Enrique Rambal, López Heredia y Mariano Asquerino, Ana Adamuz, Niní Montian, Mercedes Prendes, Teatro de Ensayo La Carátula, Teatro de Cámara, o las de María Fernanda Ladrón de Guevara o José Tamayo.
Actuó en varias salas, especialmente de Madrid pero también del resto de la península, y en varios países de América Latina. Así, su nombre estuvo en la cartelera de los teatros Barcelona, Calderón y Romea, de Barcelona; Lope de Vega de Valladolid, Zorilla de Zamora, Principal de Valencia, y sobre todo de los grandes teatros de Madrid: Cómico, Latina, Metropolitano, de la Comedia, María Guerrero, Español, Infanta Isabel, Calderón, Eslava, Bellas Artes, Marquina o Beatriz, entre otros. También formó parte del reparto en varias películas para el cine y en producciones de contenido dramático para televisión, ya en la década de los sesenta.

## Teatro
- El clavo (1922), de José Fernández del Villar[7]
- Charleston (1926), de Luís de Vargas[5]
- Los lagarteranos (1927), de Luís de Vargas[5]
- La pena me mata! (1927), de Fernando Luque
- ¿Quien te quiere a tí? (1928), de Luis de Vargas
- ¡Volgal ¡Volgal (1930), de Javier de Burgos y Aurelio Varela
- Fabiola (1930), adaptación de la novela de Nicholas Wiseman
- La melodía del jazz-band (1932), de Jacinto Benavente
- ¿Quién soy yo? (1935), de Juan Ignacio Luca de Tena
- Me da usted el voto? (1936), de Francisco Trigueros Engelmo
- Con viento de proa (1939), de José Méndez Herrera y Antonio Casas Bricio
- El abanico de Lady Windermere (1941), de Oscar Wilde
- La que no se entera (1941), de Giovanni Cenzato
- Doce lunas de miel (1941), Luísa María Linares
- ¡Dinero! ¡Dinero! (1943) de Luis Molero Massa
- La llamarada (1943), de Henry Kistemaeckers
- La chica del gato (1945), de Carlos Arniches
- Una grande señora (1945), de Enrique Suárez de Deza
- Antígona (1949), de José María Pemán
- La devoción de la cruz (1949), de Pedro Calderón de la Barca
- Los ojos de los muertos (1949), de Jacinto Benavente
- Todos eran mis hijos (1951), de Arthur Miller
- Don Juan Tenorio (1952), de José Zorrilla
- La muerte de Ofelia (1952), de Pablo Martí Zaro
- Euridice (1954), de Jean Anouilh
- Leyenda de una vida (1954), de Stefan Zweig
- Sinfonía acabada (1954), de Jaime de Armiñán
- La segunda esposa (1955), de Luísa Alberca y Guillermo Sautier Casaseca
- Un arrabal junto al cielo (1956), de Luísa Alberca y Guillermo Sautier Casaseca
- Ama Rosa (1959), de Guillermo Sautier Casaseca
- The Boyfriend (1961), de Sandy Wilson
- Las dos hermanas (1961), de Guillermo Sautier Casaseca
- La camisa (1962), de Lauro Olmo
- La dama del amanecer (1962), de Alejandro Casona
- Micaela (1962), de Joaquín Calvo Sotelo
- La tercera palabra (1964), de Alejandro Casona
- ¿Quién quiere una copla del Arcipreste de Hita? (1965), de José Martín Recuerda
- Águila de blasón (1966), de Ramón María de Valle-Inclán
- Las viejas difíciles (1966), de Carlos Muñíz[6]

## Filmografía

### Cine
- La vida por delante (1958), de Fernando Fernán Gómez
- Canto para ti (1959), de Sebastián Almeida
- La vida alrededor (1959), de Fernando Fernán Gómez
- Diez fusiles esperan (1959), de José Luis Sáenz de Heredia
- Sólo para hombres (1960), de Fernando Fernán Gómez
- Vamos a contar mentiras (1962), de Antonio Isasi-Isasmendi
- La pandilla de los once (1963), de Pedro Lazaga
- El extraño viaje (1964), de Fernando Fernán Gómez

### Televisión
- Habitación 508: El bikini, de Adolfo Marsillach (1966)
- Estudio 1: La tragedia de Macbeth, de William Shakespeare (1966)
- Novela: Operación boda, de Fernando Vizcaíno Casas (1964), Niebla, de Miguel de Unamuno (1965), Contraseña del amanecer (1966)
- La pequeña comedia: Esta noche en el campo, de Víctor Ruiz Iriarte (1966)
- Primera fila: El viajero sin equipaje, de Jean Anouilh (1964), El triunfo de la medicina, de Jules Romains (1965), Crimen y castigo, de Fiodor Dostoievski (1965)
- Tras la puerta cerrada: Rosas de muerte, de Cornell Woolrich (1964)
- Sábado 64: Yola, de José Luis Sáenz de Heredia y Federico Vázquez Ochando (1964)
- Confidencias: El último café, de Jaime de Armiñán (1964)
- Fernández, punto y coma, de Adolfo Marsillach (1964)